# William Brereton
William Brereton, född 1487, död 1536, var en engelsk musiker. 
Han tillhörde de män som greps och anklagades för äktenskapsbrott med drottning Anne Boleyn år 1536: Mark Smeaton, George Boleyn, Viscount Rochford, Henry Norris, Francis Weston och William Brereton. 